# Bernhard Germeshausen
Bernhard Germeshausen (ur. 21 sierpnia 1951 w Heilbad Heiligenstadt, zm. 15 kwietnia 2022) – niemiecki bobsleista, wielokrotny medalista olimpijski.

## Kariera sportowa
Reprezentował barwy Niemieckiej Republiki Demokratycznej. Wcześniej był lekkoatletą – specjalizował się w dziesięcioboju, w 1974 roku zdobył tytuł mistrza Niemiec Wschodnich. Wystartował w dwóch edycjach zimowych igrzysk olimpijskich (XII Zimowe Igrzyska Olimpijskie Innsbruck 1976, XIII Zimowe Igrzyska Olimpijskie Lake Placid 1980) i podczas obu tych edycji zimowych igrzysk olimpijskich zdobywał medale (łącznie cztery - trzy złote i jeden srebrny). Największy sukces w sportowej karierze odniósł w roku 1976, kiedy to z Meinhardem Nehmerem triumfował w dwójkach. Obaj wchodzili także w skład zwycięskiej czwórki reprezentującej Niemcy Wschodnie. Cztery lata później czwórka reprezentująca Niemiecką Republikę Demkratyczną obroniła tytuł, a dwójkach Bernhard Germeshausen wspólnie z Hansem-Jürgenem Gerhardem zajął drugie miejsce. Pięciokrotnie stawał na podium mistrzostw świata, trzy razy sięgając po złoto: w czwórkach (1977, 1981 – jako pilot boba) oraz dwójkach (1981, jako pilot boba, z Hansem-Jürgenem Gerhardem).